# グレートコネクション
『グレートコネクション』は、2016年から2019年まで日本テレビで不定期に放送されていたバラエティ番組。

## 放送リスト
| 回 | 放送日          | 放送時間               | ゲスト                                                                          | 備考                                     |
| -- | --------------- | ---------------------- | ------------------------------------------------------------------------------- | ---------------------------------------- |
| 1  | 2016年 12月25日 | 日曜 13:15 - 14:15     | 風間俊介、高橋茂雄、松井愛莉、稲村亜美                                          | 『サンバリュ』枠で放送。                 |
| 2  | 2017年 3月28日  | 月曜 23:59 - 火曜 0:54 | 風間俊介、永野芽郁、滝沢カレン                                                  | 『プラチナイト』枠で放送。初の全国放送。 |
| 3  | 2017年 8月7日   | 月曜 21:00 - 22:54     | 広瀬すず、風間俊介、高橋茂雄、滝沢カレン、岡田結実                              | 初のゴールデンタイムでの放送。           |
| 4  | 2018年 4月15日  | 日曜 13:15 - 14:15     | 風間俊介、広瀬アリス、森泉、北乃きい、岡田結実、劇団ひとり                      | 再び『サンバリュ』枠で放送。             |
| 5  | 2018年 10月24日 | 水曜 19:00 - 20:54     | 生駒里奈、岡田結実、劇団ひとり、東出昌大、福士蒼汰、ブルゾンちえみ              | 再びゴールデンタイムに放送。             |
| 6  | 2019年 5月31日  | 金曜 21:00 - 22:54     | 川島明（麒麟）、北乃きい、指原莉乃、平野紫耀（King & Prince）、松島花、若槻千夏 | 『金曜ロードSHOW!』枠で放送。            |

## スタッフ
- 企画・演出：増田雄太
- 構成：石塚祐介
- ナレーション：よのひかり
- TM：木村博靖
- SW：蔦佳樹（第1,2,4,6回）
- CAM：福田伸一郎（第5回-）
- MIX：高木哲郎（第2,4回-）
- VE：佐久間治雄（第6回）
- 照明：千葉雄（第6回）
- 大道具：山田俊広（第2,3,5,6回）、櫻岡諒（第2回-）
- 小道具：米山幸市（第2回-）
- 電飾：佐久間康仁（第5回-）、平ノ内厚夫（第2回-）
- メイク：奥松かつら（第2回-）
- 美術プロデューサー：大川明子（第2回-、第1回は美術）
- デザイン：北村春美
- 美術協力：日テレアート（第2回-）
- 編集：橋本治（第6回）
- MA：森川享祐（第6回）
- 音効：吉冨愛（第6回）
- TK：竹島祐子（第4回-）
- 技術協力：NiTRO、BeZero、スタジオヴェルト（Ni→第1回-、Be・スタジオ→第6回）
- 海外コーディネート：m&m media services、NTV International corporation、Ku associates llc、Ras productions Inc.、FUTURE STAGEPTE LTD（M&M→第3,5回-、Ku→第4回-、その他→第6回）
- デスク：富重裕子
- 制作進行(第6回)：大森遼（第6回、第3,4回はAD）
- ディレクター：太田大介、吉田稔、武石一也、森谷将、齊藤篤史、山村裕一、久保基樹、福井翔一郎、宮城雄大、小林哲平（太田・山村→第1回-、久保→第2回-、吉田→第4回-、武石・小林→第5回-、森谷・齊藤・福井・宮城→第6回）
- 演出：藤村潤（第3回-、第1,2回はディレクター）
- プロデューサー：新井秀和、笹木哲、野中翔太、山下仁志、北詰由賀、徳武真人、小澤亜都沙、藤本彩子（新井→第1回-、野中→第3回-、北詰→第3,5回、山下・小澤→第4回-、笹木・徳武→第5回-、藤本→第6回、笹木・徳武・小澤→第3回はAP）
- チーフプロデューサー：遠藤正累
- 制作協力：AXON、Sp!Ce factory、THE WORKS、セプテンバー（AX→第2回-、Sp・セプ→第4回-、THE→第3,5回-）
- 製作著作：日本テレビ

### 過去のスタッフ
- ボイスオーバー：長島真祐（第2,3回）、下山吉光、兼田めぐみ（共に第3回）、笹岡雄介（第4回）
- 構成：デーブ八坂（第2回まで）
- SW：荻野高康（第3,5回）
- カメラ：大庭茂嗣（第1,2,4回）、吉田健治（第3回）
- MIX（第3回-）：中野裕介（第3回）
- 照明：横山杏奈（第1回）、宮田千尋（第2,4回）、徳永博一（第3回）、木村弥史（第5回）
- 音声：瀧島要介（第1回）
- VE：山口考志（第1回）、鈴木昭博（第2回）、柳澤圭祐（第3回）、鈴木裕美（第4回）、石野太一（第5回）
- タイトルCG：堀江隆臣（第1回）
- 編集：木村有宏（第4回まで）、村田清和（第5回）
- MA：新田領（第1回）、阿世知貴彦（第2回）、坪井翔太（第3-5回）
- 音効：中村由紀（第5回まで）
- 大道具：苑田英和（第4回）
- 電飾(第2回-）：原口まどか（第2,3回）、花谷恭祐（第4回）
- 技術協力：エスユー（第5回まで）、FINDERS（第5回）
- 撮影協力：大丸東京店 YUMA KOSHINO（第3回）
- 海外コーディネート（第2回-）：FEEA（第2,3回）、極東娯楽製作、koni Kson Productions.LLC、Srl（共に第3回）、JALAN-JALAN、T&Tトラベル、株式会社フライメディア（共に第5回）
- TK：神保よしみ（第3回まで）、長坂真由美（第3回）
- AP：川島道子（第1回）、改發みなみ、吉田美樹（共に第2回）、村田幸子（第3回）
- AD：古田ほなみ（第1回）、寺島惇（第2回まで）、高橋史弥（第2回、第1回はCAD）、青木駿一（共に第2回）、円城寺健一（第3回まで）、寺岡沙織、小川皓大、野田真也、鈴木雅人（共に第3回）、澁谷七海、明石穂乃香、茶野正一郎（共に第4回）
- ディレクター：吉田太地（第1回）、吉川翔（第2,3回）、陣崎行夫、武井陽介、河野拓馬、吉村正好、田村秋男、山越由貴、鶴巻昌宏、小嶋智仁（共に第3回）、馬目雅寿（第5回）
- 演出：立澤哲也（第3回まで）、山田大樹（第3-5回、第1,2回はディレクター）
- プロデューサー：今泉昌子（第3回まで）、山口正博（第2,3回）、富田晶子（第3回）
- 制作協力：極東電視台（第3回まで）